# Ōkami to Kōshinryō
Ōkami to Kōshinryō (狼と香辛料, lit. "Loba e Especiarias"), também conhecida como Spice and Wolf no ocidente, é uma série de light novels japonesa escrita por Isuna Hasekura e ilustrada por Jū Ayakura. A série foi inicialmente publicada em 17 volumes pela ASCII Media Works, sob impressão de sua filial, Dengeki Bunko, entre 10 de fevereiro de 2006 e 10 de julho de 2011, retornando a partir de 10 de setembro de 2016 e sendo publicada continuamente desde então, contando com 24 volumes publicados.
Uma adaptação da série para mangá, ilustrada por Keito Koume, foi serializada entre setembro de 2007 e dezembro de 2017 na revista Dengeki Maoh, também publicada pela ASCII Media Works. Uma adaptação para um anime de 12 episódios, produzida pelo estúdio Imagin, foi exibida entre 9 de janeiro e 26 de março de 2008, com a adição de um OVA, exibido em 30 de maio desse mesmo ano. Um segundo OVA foi exibido em 30 de abril de 2009, servindo de pré-sequência a segunda temporada do anime da série, que foi exibido entre 9 de julho e 24 de setembro de 2009, contando com 12 episódios. O segundo OVA e a segunda temporada da série foram produzidas pelo estúdio Brain's Base. Uma série de anime reboot da original de 2008, intitulada Ōkami to Kōshinryō: Merchant Meets the Wise Wolf (狼と香辛料 MERCHANT MEETS THE WISE WOLF) e animada pelo estúdio Passione estreou em abril de 2024.
Uma série de light novels spin-off, intitulada Ōkami to Yōhishi: Shinsetsu Ōkami to Kōshinryō (新説 狼と香辛料 狼と羊皮紙), é publicada desde 10 de setembro de 2016 pela ASCII Media Works, e atualmente conta com onze volumes publicados. Uma adaptação para mangá de Shinsetsu Ōkami to Kōshinryō, ilustrada por Hidori, é serializada desde maio de 2019 na revista mensal Dengeki Maoh.
Duas visual novels baseadas na série, Ōkami to Kōshinryō: Boku to Horo no Ichinen (狼と香辛料 ボクとホロの一年) e Ōkami to Kōshinryō: Umiwowataru-fū (狼と香辛料 海を渡る風), foram desenvolvidas e publicadas pela ASCII Media Works para o Nintendo DS, sendo lançadas em 26 de junho de 2008 e 17 de setembro de 2009, respectivamente. Uma visual novel em realidade virtual baseada na série, intitulada Ōkami to Kōshinryō VR e desenvolvida pela Spicy Tails, um estúdio independente fundado com a participação de Hasekura, foi anunciada em meados de 2018 e lançada internacionalmente em 3 de junho de 2019, estando disponíveis para diversas plataformas.

## Enredo
Ambientada num cenário fictício baseado na Europa durante a Idade Média, a história de Ōkami to Kōshinryō gira em torno de Kraft Lawrence, um jovem comerciante de 25 anos que comercializa diversos tipos de mercadorias de cidade em cidade através de sua carroça para ganhar a vida. Contando já com sete anos de atividade, durante os quais acumulou experiência no comércio, o seu principal objetivo é reunir dinheiro o suficiente para abrir a sua própria loja.
Uma noite, na cidade de Pasloe, ele encontra na sua carroça uma deusa/divindade pagã chamada Holo, que tem mais de 600 anos de idade. Holo aparenta ser uma jovem humana, exceto por ter um par de orelhas e uma cauda que são semelhantes as de um lobo. Apresentando-se como a deusa das colheitas de Pasloe, ela revela ter sido responsável por abençoar a aldeia com fartas colheitas de trigo por muitos anos, após ter feito uma promessa para um aldeão de lá no passado. Às vezes, para garantir boas colheitas, Holo precisava reduzir as safras dos campos, pois tinha que deixar o solo desses descansarem para evitar que se deteriorassem. Durante esses períodos de descanso, as colheitas de trigo não eram fartas, fazendo com que os moradores perdessem cada vez mais a sua fé em Holo e desenvolvessem seus próprios métodos de cultivo, tornando-se independentes. Com isso, Holo se vê cada vez mais isolada e cai em solidão, pois sente que os moradores não necessitam mais dela.
Por causa dessas mudanças, Holo quer retornar à sua terra natal, no norte, chamada Yoitsu. Ela também quer viajar para ver como o mundo mudou enquanto ela permaneceu em um só lugar por muitos anos. Ela consegue barganhar sua saída da aldeia fazendo um acordo com Lawrence para levá-la com ele. Enquanto viajam, a sabedoria de Holo ajuda Lawrence a aumentar seus lucros. Contudo, os dois são colocados em situações de grande perigo quando a verdadeira natureza de Holo atrai a atenção indesejada da Igreja, além de acordos comerciais realizados com mercadores desonestos.
No decorrer da série, Lawrence e Holo desenvolvem uma amizade profunda que inescapavelmente os levam a repensar os seus sentimentos um pelo outro, na medida em que o acordo inicial entre os dois tende para o seu desfecho.

## Personagens

### Personagens principais
Kraft Lawrence (クラフト・ロレンス, Kurafuto Rorensu)
Dublado por: Jun Fukuyama
Primeira aparição na série de light novels: volume 1
Kraft Lawrence, conhecido apenas como "Lawrence" no comércio, é um comerciante viajante de 25 anos que vai de cidade em cidade comprando e vendendo mercadorias para ganhar a vida. Quando Lawrence tinha doze anos, ele se tornou um aprendiz de um parente comerciante, e aos dezoito anos, começou a viajar sozinho trabalhando como um. Seu objetivo na vida é reunir dinheiro o suficiente para abrir sua própria loja, e ele já está viajando há sete anos enquanto ganha experiência no ramo.
Lawrence conhece Holo em uma noite e, eventualmente, permite que ela viaje com ele. Enquanto viajam, Holo fornece a sua sabedoria para Lawrence, o que faz os lucros do jovem comerciante aumentar. Conforme a série avança, tanto Lawrence quanto Holo demonstram um crescente afeto um pelo outro. Embora Lawrence raramente mostre diferentes expressões faciais, ele realmente se importa com Holo, demonstrando o seu afeto através de suas ações, que são feitas para agradá-la ou a salvar de situações de perigo.
No final da série, Holo e Lawrence se casam, e eles têm uma filha, Myuri, que herda os traços de sua mãe e é a personagem principal do spin-off Ōkami to Yōhishi: Shinsetsu Ōkami to Kōshinryō.
Holo (ホロ, Horo)
Dublada por: Ami Koshimizu
Primeira aparição na série de light novels: volume 1
Holo é uma loba e uma espécie de divindade das colheitas e dos campos, nascida em um lugar ao norte conhecido como Yoitsu, repleto de florestas. Após decidir sair das florestas em uma jornada, ela fez uma promessa com um aldeão da aldeia de Pasloe, no qual ela garantiria que a cidade tivesse boas colheitas de trigo, ano após ano. Holo cumpre com a sua promessa, e permanece nessa aldeia por muitos anos. No entanto, com o passar do tempo, os habitantes de Pasloe começaram lentamente a abandonar Holo, considerando-a desnecessária, e a ressentir-se das ocasionais más colheitas que Holo os proporcionavam.
Devido a isso, Holo decide abandonar a aldeia na carroça de Lawrence e começa a viajar com ele para ver o quanto o mundo mudou enquanto ela estava em Pasloe. Holo assume a forma de uma menina de 15 anos de idade, embora que ela ainda mantenha suas presas, orelhas e sua grande cauda de lobo. Às vezes, ela é capaz de produzir um uivo alto e estridente. Sua verdadeira forma é a de um lobo gigante que muitas pessoas temiam. Mesmo em sua forma origina, ela consegue falar com os humanos. Holo gosta de comidas deliciosas e de álcool, mas ela adora especialmente maçãs. Ela se orgulha muito de sua cauda, e frequentemente a penteia.
Holo se refere a si mesma como "a sábia loba de Yoitsu" (ヨイツの賢狼, Yoitsu no Kenrō). Ela é tipicamente muito arrogante e auto-suficiente, embora que devido ao seu isolamento por centenas de anos em Pasloe, ela gradualmente se sente muito solitária e às vezes mostre um lado mais frágil de si mesma. Embora que os humanos a considerem como uma, Holo não gosta de ser chamada de deusa. Ela confia em Lawrence como um companheiro porque teme a solidão, algo que Lawrence conhece muito bem, tentando consolá-la à sua própria maneira. Holo também está muito consciente dos diferentes períodos de tempo que ela e Lawrence podem viver, já que ele possui expectativa de vida como a de qualquer outro humano, enquanto que ela é capaz de viver por muitos séculos. Holo tem muito medo desse fato, mas o esconde com piadas. Embora ela brinque sobre seu afeto por Lawrence no começo, ela lentamente, mas seguramente, se apaixona por ele.
No final da série, Holo e Lawrence se casam, e eles têm uma filha, Myuri, que herda os traços de sua mãe e é a personagem principal do spin-off Ōkami to Yōhishi: Shinsetsu Ōkami to Kōshinryō.

### Personagens secundários
Yarei (ヤレイ, Yarei)
Primeira aparição na série de light novels: volume 1
Yarei é um personagem presente apenas nas séries de light novels e mangás. Ele é um fazendeiro de Pasloe e tem uma longa história de acordos com Lawrence. No dia em que Lawrence visita Pasloe, quando a cidade celebrava seu festival de colheita anual, Yarei participa do "pega o lobo", uma tradicional brincadeira baseada na lenda de que Holo sempre habitava o último feixe de trigo que restasse de pé nas plantações, e quem o pegasse, pegaria a deusa loba. De fato, Holo realmente habitava esse último feixe de trigo, e percebendo que seria pega por Yarei, ela consegue escapar para um feixe de trigo maior, que estava justamente dentro da carroça de Lawrence. Quando eles se encontram novamente na cidade de Pazzio, Yarei certamente sabe da existência de Holo. Ele subsequentemente admite crer nos métodos modernos de plantio, e procura entregar Holo à Igreja para ser queimada.
Ehrendott (エーレンドット, Ērendotto)
Primeira aparição na série de light novels: volume 1
Ehrendott é um conde e senhor da aldeia de Pasloe. Conhecido pelos habitantes da região, ele é considerado um homem excêntrico, pois prefere passar seu tempo no campo, junto aos camponeses, do que nos grandes salões aristocráticos da nobreza. Essa peculiaridade fez com que ele se interessa-se profundamente pelas ciências agrárias, e o levou a introduzir as modernas técnicas de plantio provindas do sul. Para abolir as taxas comerciais sobre o trigo, Ehrendott se alia a Companhia Medio de Comercio.
Chloe (クロエ, Kuroe)
Dublada por: Kaori Nazuka
Chloe é uma personagem presente apenas no anime, substituindo Yarei, que só aparece na série de light novels. Ela é uma aldeã de Pasloe, e conhece Lawrence há muito tempo. Na verdade, Lawrence ensinou-lhe a como ser uma comerciante. Ela tinha um leve interesse amoroso por Lawrence, mas tenta afastar seus sentimentos. Apesar de ainda não saber como ela deve se sentir sobre ele, ela o respeita como professor e como um bom amigo. A amizade entre os dois se rompe quando Chloe se alia à Igreja e a Companhia Medio para capturar Holo e Lawrence. Após uma grande perseguição nos túneis de esgoto de Pazzio, Chloe, com a ajuda de capangas enviados pela Companhia Medio, encurralam Holo e Lawrence, mas Holo assume a sua forma de lobo e luta contra os capangas, tendo a chance de matar Chloe, mas com os apelos de Lawrence, Holo não a mata.
Zheren (ゼーレン, Zēren)
Dublado por: Daisuke Namikawa
Primeira aparição na série de light novels: volume 1
Zheren é um misterioso comerciante que Lawrence e Holo conheceram quando os dois abrigaram-se de uma forte chuva em um monastério. Ele alegou ser um comerciante novato que sabia que haveria o surgimento de uma nova moeda comercial que viria substituir uma velha moeda de prata, o que iria ocasionar numa mudança iminente no mercado de câmbio. Lawrence vê uma oportunidade de lucro na substituição, e Zheren propõe informar qual moeda seria substituída, se Lawrence concordasse em ceder parte do lucro obtido. Na realidade, Zheren é um dos muitos agentes contratados pela Companhia Comercial Medio para induzir comerciantes a comprarem grandes quantias da moeda de prata trenni, o que a faria ser desvalorizada e, consequentemente, abalaria a economia do Reino de Trenni. Isso permitiria à Companhia Medio a perpetrar um esquema de especulação cambial destinado a forçar concessões econômicas ao rei de Trenni, que estaria em uma situação difícil com a economia do seu reino em apuros.
Embora que Holo tinha conhecimento de que Zheren estava mentindo, Lawrence aceita a oferta dele na esperança de lucrar expondo a trama à uma empresa rival (no caso, a Companhia Comercial Milone). No entanto, quando Zheren relata o "acordo" para seus superiores, a Companhia Medio reconhece o nome de Holo e discerne as intenções de Lawrence. A companhia então se alia a Yarei (na light novel)/Chloe (no anime) para entregar os dois à Igreja, enviando capangas para capturá-los.
Weiz (ワイズ, Waizu)
Dublado por: Eiji Hanawa
Primeira aparição na série de light novels: volume 1
Weiz é um cambista que trabalha em Pazzio, e sempre fornece informações acerca de moedas e sobre o mercado para Lawrence quando ele passa pela cidade. Lawrence o considera um “mulherengo incomparável” por galantear descaradamente toda e qualquer bela mulher que ele encontre, inclusive Holo.
Richten Marlheit (リヒテン・マールハイト, Rihiten Māruhaito)
Primeira aparição na série de light novels: volume 1
Dublado por: Hōchū Ōtsuka
Marlheit é o gerente da filial da Companhia Comercial Milone em Pazzio. Nascido na região sul, ele aparenta ser um homem de meia-idade, calmo, racional, e um comerciante muito astuto e experiente. Lawrence solicita sua ajuda quando Holo foi capturada por Chloe (Yarei, na light novel) com a ajuda de capangas enviados pela Companhia Medio. Devido a seus interesses comerciais, Marlheit aceita ajudar Lawrence, e os dois chegam a um acordo no qual a Companhia Milone ajudaria a resgatar Holo através dos túneis de esgoto da cidade. Inicialmente, o plano funciona, mas Lawrence e Holo são perseguidos e encurralados por Chloe e pelos capangas. Quando Holo assume sua forma de lobo e derrota Chloe os capangas enviados pela Companhia Medio, ela se recusa a entregar Lawrence, que estava inconsciente, para qualquer pessoa, e só o entrega para Marlheit pessoalmente, para que Lawrence recebesse devido tratamento médico. Ao final de toda confusão, Marlheit cumpre com a sua parte do acordo realizado com Lawrence, entregando-lhe um significativa quantia de mil moedas de prata.
Embora sua principal preocupação seja com o sucesso de sua filial, Marlheit não é um homem apático, pois ele é mais do que compreensivo com a preocupação de Lawrence com a captura de Holo e, portanto, satisfez ambas as metades de sua natureza, inventando um plano no qual ele poderia ajudar Lawrence e Holo sem ter que abandonar seus interesses comerciais.
Nora Arendt (ノーラ・アレント, Nōra Arento)
Dublada por: Mai Nakahara
Primeira aparição na série de light novels: volume 2
Nora é uma habilidosa pastora de ovelhas da cidade eclesiástica de Ruvinheigen. Ela tem como companhia um cão pastor bem-treinado chamado Enek. Devido a sua habilidade, que levantava suspeitas de ser sobrenatural, a Igreja de Ruvinheigen sempre a ordenava seguir por estradas perigosas, com lobos ou mercenários, com o objetivo de tentar matá-la. Insatisfeita com isso, ela aceita uma difícil missão de contrabando de ouro, oferecida por Lawrence. Depois que a missão é cumprida, Nora ganha dinheiro o suficientes para se emancipar da Igreja.
Fermi Amarti (フェルミ・アマーティ, Ferumi Amāti)
Dublado por: Saeko Chiba
Primeira aparição na série de light novels: volume 3
Amarti, que como Lawrence atende principalmente pelo sobrenome, faz sua primeira aparição no volume três da série de light novels. Ele é um jovem que trabalha como broker (intermediador) no comércio de peixe. Ele tem uma queda amorosa por Holo e propõe a ela. Devido a boa atuação de Holo, ele acredita que ela seja gentil, amável e educada.
Depois de ouvir a falsa história que Holo inventou, na qual ela era companheira de viagem de Lawrence devido a ela dever-lhe uma enorme dívida (inexistente), Amarti tenta comprar sua liberdade e casar com Holo ao declarar publicamente um acordo comercial com Lawrence numa guilda de comerciantes. Após esse acordo, Amarti começa a investir no comércio de pirita, que estava supervalorizada na cidade de Kumersun. No entanto, ele perde quase tudo emocionalmente e financeiramente após a desvalorização do preço da pirita (que foi causada por Lawrence e Holo) e a dedicação de Holo em ficar ao lado de Lawrence. De acordo com Marc, devido aos métodos em que ele construiu sua fortuna, Amarti despreza as redes de conexões e ajuda realizada por outros comerciantes, e acredita que fazer o uso de tais métodos para garantir acordos é algo vergonhoso.
Dian "Diana" Rubens (ディアン・ルーベンス, Dian Rūbensu)
Dublada por: Akeno Watanabe
Primeira aparição na série de light novels: volume 3
Dian é uma cronista que vive em um gueto murado na cidade de Kumersun, juntamente com outras pessoas consideradas como "suspeitas", como alquimistas. Ela gosta de colecionar contos e crenças pagãs, e os compila em diversos livros. Lawrence tinha vindo até ela para pedir informações sobre o local de nascimento de Holo, Yoitsu. Como "Dian" soava como um nome masculino, Lawrence a princípio pensou que o cronista que ele procurava era um homem. Assim, ela pede Lawrence para chamá-la de "Dianna". Sua influência parece ser bastante vasta; como Marc afirma, ela protege os alquimistas que vivem no gueto, e qualquer um que queira chegar até eles tem que passar por ela, uma tarefa implícita e incrivelmente difícil.
Segundo Holo, Dian não é humana, mas sim uma espécie de pássaro gigante, com uma altura maior que a de Lawrence. Ela conta que se apaixonou por um padre viajante e passou alguns anos ajudando-o a construir uma igreja, mas o abandonou, pois esse padre percebeu que ela nunca envelhecia, ficando desconfiado de sua natureza. Devido a sua personalidade série, nobre e madura, presume-se que ela é possivelmente muito mais velha que Holo. Quanto às penas espalhadas ao entorno e dentro de sua loja, não se sabe se ela transforma-se com frequência ou se simplesmente tem um par de asas mantidas escondidas sore seu manto, assim como Holo esconde suas orelhas e cauda.
Marc Cole (マルク・コール, Maruku Kōru)
Dublado por: Rikiya Koyama
Primeira aparição na série de light novels: volume 3
Marc é um comerciante da cidade, vendendo trigo na sua pequena loja em Kumersun. Ele e seu aprendiz, Eu Landt, auxiliam Lawrence em sua competição com Amarti, fornecendo um contraponto de diálogo entre Lawrence e Holo. Marc é cerca de oito a dez anos mais velho que Lawrence e se orgulha muito de sua pequena loja e de sua família. Ele se esforça para manter seu bom nome como comerciante por causa de sua família, embora claramente se esforce para ajudar Lawrence de qualquer maneira que puder. Ele também é o primeiro comerciante em muito tempo que Lawrence aceita como um verdadeiro amigo, e não apenas como um parceiro de negócios.
Eve Boland (エーブ・ボラン, Ebu Boran)
Dublada por: Romi Park
Primeira aparição na série de light novels: volume 5
Encoberta e envolta em mistérios, Eve é uma comerciante da cidade portuária de Lenos, vivendo na estalagem onde Lawrence e Holo estavam hospedados naquela cidade. Devido a eventos no passado, ela desconfia de quase todo mundo e cuida de seus negócios disfarçada como um homem. Embora que ela seja uma pessoa difícil de se abordar, Eve fala nas circunstâncias certas e tem um olhar atento para pessoas e negócios. Ela é na verdade uma nobre falida, que após a queda de sua família, foi vendida como noiva para um outro comerciante contra sua vontade. Ela lentamente lavou o dinheiro dele, e quando ele morreu, ela começou seu próprio negócio com o dinheiro lavado. Ela organizou uma operação secreta de contrabando com a Igreja, e em seguida, abandonou o plano após sentir que eles não precisam mais de sua cooperação.
Após isso, ela faz um acordo comercial com Lawrence. Lawrence desconfia das intenções de Eve, e tenta quebrar o acordo. Eve tenta impedi-lo, e os dois chegam até mesmo a brigar, com Eve armada com um cutelo e Lawrence desarmado. Lawrence consegue desarmar Eve, mas ela consegue deixar ele inconsciente com uma cotovelada. Eve revela não ter a intenção de matá-lo, e enquanto Lawrence estava desacordado no chão, ela deixa, ao lado dele, um contrato no qual transferia a propriedade da estalagem para Lawrence. Após isso, Eve foge de Lenos em um barco, terminando assim a segunda temporada do anime. Eve só volta a aparecer na cidade de Kerube, no oitavo e nono volume da série de light novels.
Seu nome verdadeiro é Fleir von Eiterzental Mariel Boland (フルール・フォン・イーターゼンテル・マリエル・ボラン, Furūru fon Ītāzenteru Marieru Boran).

## Locais

### Países
Reino de Trenni (トレニー王国, Torenī Ōkoku)
Trenni é um reino com um comércio altamente desenvolvido, e emite as moedas de prata "trenni". Assim como nos outros reinos, a centralização do governo não avançou, e o poder real é relativamente fraco. O reino enfrentou um período de grande inflação, fazendo com que a família real sofresse significativas dificuldades financeiras, reduzindo a pureza da prata das moedas do reino.
Arquiducado de Laondeir (ラオンディール公国, Raondīru Kōkoku)
Laondeir é um arquiducado localizado mais ao sul, sendo também a sede da Companhia Comercial Milone, pertencente ao Marquês Milone. O arquiducado é governado pelo 33º arquiduque de Raondille.
Reino de Ploania (プロアニア王国, Puroania Ōkoku)
Ploania é um reino localizado ao norte de Trenni. Devido a presença de pagãos na família real, o reino é relativamente tolerante com a presença de alquimistas e naturalistas, embora que os conflitos entre cidades ortodoxas e pagãs podem ser severos. A capital do reino é Endima, a maior cidade ao norte de Ploania.
Reino de Winfiel (ウィンフィール王国, Uinfīru Ōkoku)
Winfiel é um reino insular localizado próximo na costa marítima de Ploania, no delta do Rio Roam, sendo pouco visível a olho nu. Em Winfiel, neva em grande quantidade durante o inverno, mas também há muitas chuvas nas outras estações do ano, e o reino está repleto de pastagens férteis. A fraca economia de Winfiel está baseada na pecuária, sobretudo na de ovinos e de lã.
Grande Império do Sul (南の大帝国, Minami no Dai Teikoku)
Embora que o nome desse império seja desconhecido, é um poderoso país comercial, atraindo mercadores como Lawrence. Diz-se que o objetivo de todo grande comerciante é ganhar milhares de moedas de ouro em uma única transação e ser o imperador desse país.
República de Torhildt (トートヒルト共和国, Tōtohiruto Kyōwakoku)
Não se sabe muito sobre esse reino, mas há uma lenda que diz que quando os cavaleiros que participaram de uma grande expedição ao norte estavam perdendo uma batalha contra um exército pagão, um enorme emblema da igreja aparece no céu (que na verdade era um bando de pássaros migratórios). Após essa aparição, os cavaleiros conseguiram derrotar os pagãos e vencer a batalha. Devido a isso, a bandeira de Torhildt é constituída pelo emblema da igreja pintado sob um fundo de cor vermelha.
Reino de Leedon (リードン王国, Rīdon Ōkoku)
Leedon é um reino localizado ao sul, a dois meses de distância a navio do Reino de Trenni. A economia do reino é baseada na exportação de especiarias, como açafrão e pimenta, mas também há exportação de metais como ouro, prata e ferro. Ramapata, uma das cidades do reino, é uma grande exportadora de pimenta de alta-qualidade. O clima em Leedon é muito quente durante todo o ano, e diz-se que todas as pessoas nascidas lá possuem uma pele com coloração mais escura.

## Mídia

### Light novels

#### Ōkami to Kōshinryō
Ōkami to Kōshinryō é uma série de light novels japonesa escrita por Isuna Hasekura e ilustrada por Jū Ayakura. A série foi inicialmente publicada em 17 volumes pela ASCII Media Works, sob impressão de sua filial, Dengeki Bunko, entre 10 de fevereiro de 2006 e 10 de julho de 2011, retornando a partir de 10 de setembro de 2016 e sendo publicada continuamente desde então, contando com 24 volumes publicados. A tagline para as light novels é "Merchant meats spicy wolf." ("Mercador carnes temperadas lobo" em inglês), um exemplo de engrish. Hasekura comentou que o real significado de "carnes" na tagnline é mantido em segredo, aludindo a um possível erro ortográfico intencional de "encontra" ("meet" em inglês).
| N.º | Título                                                                         | Data de lançamento      | ISBN              |
| --- | ------------------------------------------------------------------------------ | ----------------------- | ----------------- |
| 1   | Ōkami to Kōshinryō (狼と香辛料)                                                | 10 de fevereiro de 2006 | 978-4-8402-3302-6 |
| 2   | Ōkami to Kōshinryō II (狼と香辛料II)                                           | 10 de junho de 2006     | 978-4-8402-3451-1 |
| 3   | Ōkami to Kōshinryō III (狼と香辛料III)                                         | 10 de outubro de 2006   | 978-4-8402-3588-4 |
| 4   | Ōkami to Kōshinryō IV (狼と香辛料IV)                                           | 10 de fevereiro de 2007 | 978-4-8402-3723-9 |
| 5   | Ōkami to Kōshinryō V (狼と香辛料V)                                             | 10 de agosto de 2007    | 978-4-8402-3933-2 |
| 6   | Ōkami to Kōshinryō VI (狼と香辛料VI)                                           | 10 de dezembro de 2007  | 978-4-8402-4114-4 |
| 7   | Ōkami to Kōshinryō VII: Side Colors (狼と香辛料VII Side Colors)                | 10 de fevereiro de 2008 | 978-4-8402-4169-4 |
| 8   | Ōkami to Kōshinryō VIII: Tairitsu no Machi (Ue) (狼と香辛料VIII対立の町〈上〉) | 10 de maio de 2008      | 978-4-0486-7068-5 |
| 9   | Ōkami to Kōshinryō IX: Tairitsu no Machi (Shita) (狼と香辛料IX対立の町〈下〉)  | 10 de setembro de 2008  | 978-4-0486-7210-8 |
| 10  | Ōkami to Kōshinryō X (狼と香辛料X)                                             | 10 de fevereiro de 2009 | 978-4-0486-7522-2 |
| 11  | Ōkami to Kōshinryō XI: Side Colors II (狼と香辛料XI Side Colors II)            | 10 de maio de 2009      | 978-4-0486-7809-4 |
| 12  | Ōkami to Kōshinryō XII (狼と香辛料XII)                                         | 10 de agosto de 2009    | 978-4-0486-7933-6 |
| 13  | Ōkami to Kōshinryō XIII: Side Colors III (狼と香辛料XIII Side Colors III)      | 10 de novembro de 2009  | 978-4-0486-8140-7 |
| 14  | Ōkami to Kōshinryō XIV (狼と香辛料XIV)                                         | 10 de fevereiro de 2010 | 978-4-0486-8326-5 |
| 15  | Ōkami to Kōshinryō XV: Taiyō no Kinka (Ue) (狼と香辛料XV太陽の金貨〈上〉)      | 10 de setembro de 2010  | 978-4-0486-8829-1 |
| 16  | Ōkami to Kōshinryō XVI: Taiyō no Kinka (Shita) (狼と香辛料XVI太陽の金貨〈下〉) | 10 de fevereiro de 2011 | 978-4-0487-0265-2 |
| 17  | Ōkami to Kōshinryō XVII: Kakioroshi (狼と香辛料XVII Epilogue)                  | 10 de julho de 2011     | 978-4-0487-0685-8 |
| 18  | Ōkami to Kōshinryō XVIII: Spring Log (狼と香辛料XVIII Spring Log)              | 10 de setembro de 2016  | 978-4-04-892355-2 |
| 19  | Ōkami to Kōshinryō XIX: Spring Log II (狼と香辛料XIX Spring Log II)            | 10 de maio de 2017      | 978-4-04-892891-5 |
| 20  | Ōkami to Kōshinryō XX: Spring Log III (狼と香辛料XX Spring Log III)            | 10 de fevereiro de 2018 | 978-4-04-893619-4 |
| 21  | Ōkami to Kōshinryō XXI: Spring Log IV (狼と香辛料XXI Spring Log IV)            | 10 de janeiro de 2019   | 978-4-04-912200-8 |
| 22  | Ōkami to Kōshinryō XXII: Spring Log V (狼と香辛料XXII Spring Log V)            | 10 de dezembro de 2019  | 978-4-04-912904-5 |
| 23  | Ōkami to Kōshinryō XXIII: Spring Log VI (狼と香辛料XXIII Spring Log VI)        | 10 de setembro de 2021  | 978-4-04-913942-6 |
| 24  | Ōkami to Kōshinryō XXIV: Spring Log VII (狼と香辛料XXIV Spring Log VII)        | 7 de janeiro de 2023    | 978-4-04-914819-0 |

### Visual novels

#### Ōkami to Kōshinryō VR
Em meados de 2018, o estúdio independente Spicy Tails, fundado com a participação de Hasekura, anunciou o desenvolvimento de uma visual novel em realidade virtual baseada na série, intitulada Ōkami to Kōshinryō VR.
Para custear a produção do jogo, a equipe de desenvolvimento iniciou uma campanha no site de financiamento coletivo japonês Campfire em 25 de novembro de 2018, com uma meta inicial de arrecadação de 8 milhões de ienes, que foi alcançada em apenas duas horas e que contou com a participação de mais de 2 mil colaboradores. Uma segunda campanha de financiamento, lançada em 1 de dezembro do mesmo ano no site internacional Kickstarter, arrecadou mais de 30 milhões de ienes em dois dias e contou com a participação de mais de 1 600 colaboradores. As campanhas terminaram em 12 de janeiro de 2019, e juntas arrecadaram mais de 70 milhões de ienes.
O elenco de dublagem conta com Jun Fukuyama e Ami Koshimizu, os dubladores de Lawrence e Holo nas adaptações para anime.
Ōkami to Kōshinryō VR foi lançada internacionalmente em 3 de junho de 2019, estando disponível para as plataformas Microsoft Windows, PlayStation 4, Oculos Rift, Oculus Go, HTC Vive e Nintendo Switch.

## Recepção
Ōkami to Kōshinryō recebeu a premiação de prata na 12ª edição do Dengeki Novel Prize, que contou com 3 022 participantes, sendo realizado em 2005 pela MediaWorks (atual ASCII Media Works). Em novembro de 2006, a série recebeu críticas positivas por parte do jornal japonês Mainichi Shimbun por ter uma "fantasia única", devido ao seu enredo com foco em economia, comércio e trocas, em vez das típicas características presentes nesse gênero, como espadas e magias. A série ficou em primeiro lugar na categoria de melhor light novel na edição de 2007 do guia de light novel anual Kono Light Novel ga Sugoi!, publicado em novembro de 2006. Ainda no mesmo guia e na mesma categoria, a série ficou na quinta colocação nas edições de 2008, publicada em novembro de 2007, e na edição de 2009, publicada em novembro de 2008.
Segundo o website ln-news.com, a série de light novels possui, até novembro de 2018, mais de 4 milhões e 350 mil cópias vendidas.